# 根夫巴赫河
50°29′42″N 6°37′49″E / 50.4949366°N 6.6302838°E

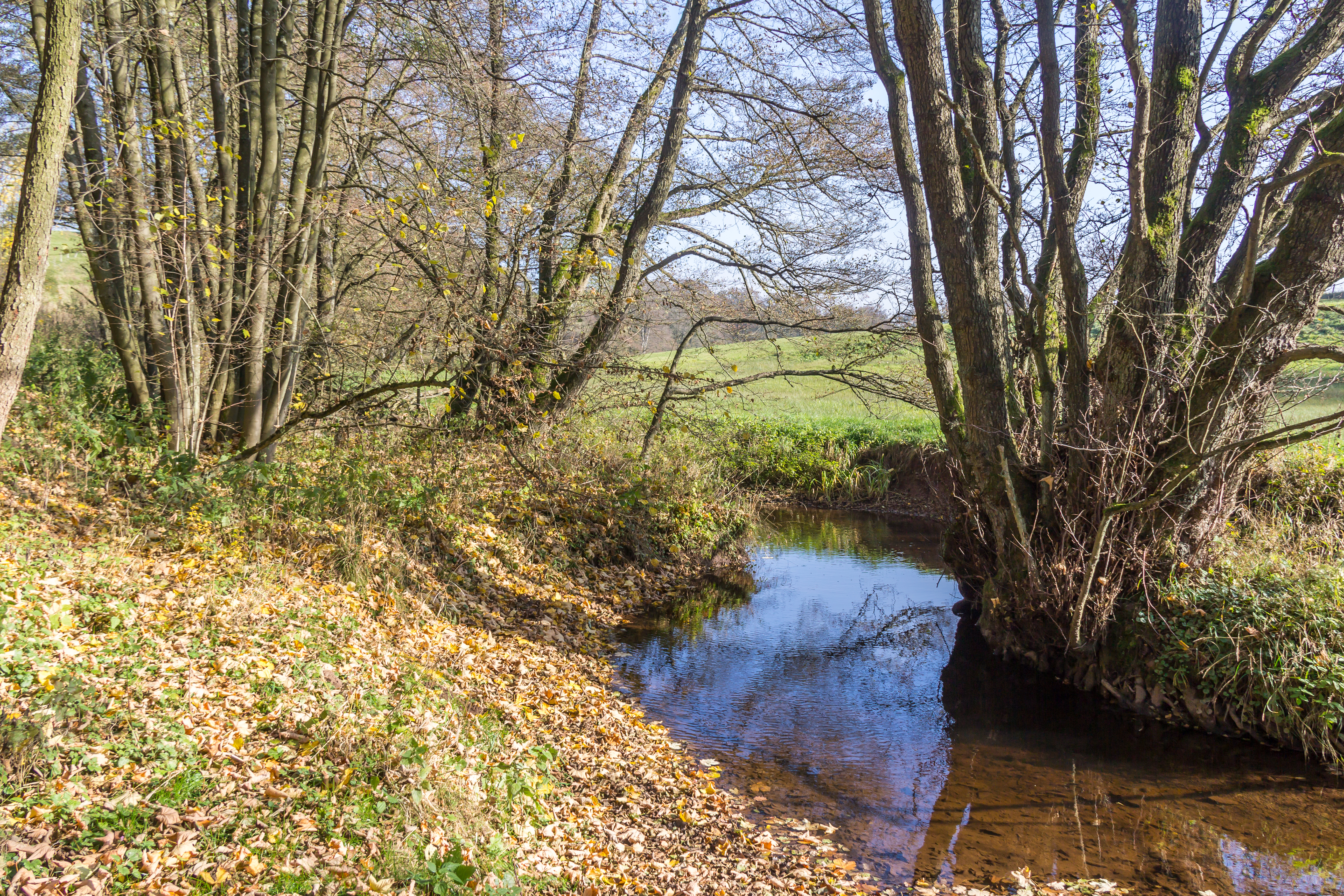
根夫巴赫河

根夫巴赫河（德語：Genfbach），是德國的河流，位於該國西部，流經北萊茵-威斯特法倫州，屬於烏爾夫特河的右支流，河道全長9.6公里，流域面積20.1平方公里。